# 끈 이론의 역사
끈 이론의 역사는 두 차례의 초끈 혁명을 포함해 수십 년간의 집중적인 연구에 걸쳐 있다. 많은 연구자들의 노력을 통해 끈 이론은 양자 중력, 입자 물리학, 응집 물질 물리학, 우주론과 연결되는 광범위하고 다양한 주제로 발전했다.

## 1943~1959: S-행렬 이론
끈 이론은 1943년 베르너 하이젠베르크가 시작하고 존 아치볼드 휠러가 1937년에 S-행렬을 도입한 연구 프로그램인 S-행렬 이론에서 자라난 이론을 뜻한다. 많은 저명한 이론가들이 1950년대 후반부터 1960년대 전반에 걸쳐 S-행렬 이론을 채택하고 옹호했다. 이 분야는 1970년대 중반에 소외되고 폐기되었으며 1980년대에 사라졌다. 물리학자들은 S-행렬 이론에서 사용한 수학적 방법 중 일부가 이질적이라 생각했고 양자색역학이 강한 상호작용에 대한 실험적으로 더 나은 자격을 갖춘 접근 방식으로 이를 대체했기 때문에 이를 무시했다.
이 이론은 물리 법칙의 기초에 대한 근본적인 재검토를 제시했다. 1940년대에는 양성자와 중성자가 전자처럼 점 같은 입자가 아니라는 것이 분명해졌다. 그들의 자기 모멘트는 점 모양의 스핀-½ 전하 입자의 자기 모멘트와 크게 달랐으며 그 차이를 작은 섭동으로 돌리기에는 너무 컸다. 그들의 상호 작용은 너무 강해서 점이 아닌 작은 구체처럼 산란했다. 하이젠베르크는 강한 상호작용을 하는 입자는 사실상 확장된 물체라고 제안했고, 확장된 상대론적 입자에는 원리상의 어려움이 있기 때문에 시공간 개념이 핵 규모에서 무너질 것이라고 제안했다.
공간과 시간이 없으면 물리적 이론을 공식화하기가 어려워진다. 하이젠베르크는 이 문제에 대한 해결책을 제안했다. 즉, 관측 가능한 양 — 실험으로 측정할 수 있는 양에 초점을 맞추는 것이다. 실험은 일련의 사건을 통해 실험실을 둘러싸고 있는 고전적 장치로 전달될 수 있는 경우에만 미세한 양을 볼 수 있다. 무한대로 날아가는 물체는 서로 다른 운동량 상태의 양자 중첩에 있는 안정적인 입자이다.
하이젠베르크는 공간과 시간을 신뢰할 수 없는 경우에도 실험실에서 멀리 떨어진 곳에서 정의된 운동량 상태 개념이 여전히 유효하다고 제안했다. 그가 기본으로 제안한 물리량은 들어오는 입자들이 나가는 입자들로 바뀌는 양자 역학적 진폭이며, 그는 그 사이에 어떤 단계가 있다는 것을 인정하지 않았다.
S-행렬은 들어오는 입자들이 나가는 입자들로 어떻게 변하는지를 설명하는 양이다. 하이젠베르크는 시공간 구조에 대한 어떤 가정도 없이 S-행렬을 직접 연구할 것을 제안했다. 그러나 먼 과거에서 먼 미래로의 전환이 중간 단계 없이 한 단계에서 발생하면 어느 것도 계산하기 어려워진다. 양자장론에서 중간 단계는 장의 변동 또는 가상 입자의 변동이다. 이 S-행렬 이론에는 국소적인 양이 전혀 없다.
하이젠베르크는 S-행렬을 결정하기 위해 유니터리성을 사용할 것을 제안했다. 생각할 수 있는 모든 상황에서 진폭의 제곱의 합은 1과 같아야 한다. 이 속성은 기본 상호작용이 주어지면 섭동 급수의 순서에 따라 양자장론의 진폭을 결정할 수 있으며, 많은 양자장론에서는 진폭이 높은 에너지에서 너무 빠르게 증가하여 유니터리 S-행렬을 만들 수 없다. 고에너지 거동에 대한 추가 가정이 없으면 유니터리성만으로는 산란을 결정하는 데 충분하지 않으며 이 제안은 수년 동안 무시되었다.
하이젠베르크의 제안은 머리 겔만이 1920년대에 헨드릭 안토니 크라머르스와 랠프 크로니그가 발견한 것과 같은 분산 관계 ( Kramers-Kronig 관계 참조)가 인과 관계 개념, 즉 사건이 발생한다는 개념의 공식화를 허용한다는 것을 인식한 1956년에 부활했다. 과거와 미래에 대한 미시적 개념이 명확하게 정의되지 않은 경우에도 미래는 과거의 사건에 영향을 미치지 않는다. 그는 또한 이러한 관계가 강력한 상호작용 물리학의 경우 관찰 가능 항목을 계산하는 데 유용할 수 있음을 인식했다. 분산 관계는 S-행렬의 해석학적 특성이며 유니터리성만으로 따르는 것보다 더 엄격한 조건을 부과했다. S-행렬 이론의 이러한 발전은 S-행렬이 충족해야 하는 또 다른 조건인 교차 대칭의 발견인 머리 겔만과 Marvin Leonard Goldberger (1954)의 발견에서 비롯되었다.
새로운 "분산 관계" 접근법의 저명한 옹호자로는 당시 캘리포니아 대학교 버클리에 있던 스텐리 만델스탐 과 Geoffrey Chew가 있다. 만델스탐은 1958년에 새롭고 강력한 해석적 형태인 이중 분산 관계를 발견했으며 이것이 다루기 힘든 강력한 상호 작용에서 발전하는 열쇠를 제공할 것이라고 믿었다.

## 1959~1968: 레게 이론과 부트스트랩 모델
1950년대 후반까지 훨씬 더 높은 스핀을 갖고 강력하게 상호작용하는 입자들이 많이 발견되었으며, 그것들이 모두 근본적인 것은 아니라는 것이 분명해졌다. 일본 물리학자 사카타 쇼이치는 입자가 단지 세 가지(양성자, 중성자, 람다)의 속박 상태로 이해될 수 있다고 제안한 반면, 제프리 츄는 이들 입자 중 어느 것도 기본이 아니라고 믿었다 (자세한 내용은 Bootstrap 모형 참조). 사카타의 접근 방식은 1960년대에 머리 겔만과 George Zweig에 의해 가상 구성 요소의 전하를 분수로 만들고 그것이 관찰된 입자라는 생각을 거부함으로써 쿼크 모형으로 재작업되었다. 당시 Chew의 접근 방식은 분수 전하 값을 도입하지 않았고 가상의 점형 구성 요소가 아닌 실험적으로 측정 가능한 S-행렬 원소에 초점을 맞추었기 때문에 더욱 주류로 여겨졌다.
1959년 이탈리아의 젊은 이론가 툴리오 레제는 양자역학의 속박 상태가 레제 궤적이라고 알려진 계열로 구성될 수 있으며, 각 계열은 고유한 각운동량을 갖는다는 사실을 발견했다. 이 아이디어는 아르놀트 조머펠트와 Kenneth M. Watson이 수십 년 전에 발견한 수학적 방법( 좀머펠트-왓슨 표현 )을 사용하여 스텐리 만델스탐, 블라디미르 그리보프및 Marcel Froissart 에 의해 상대론적 양자 역학으로 일반화되었다. 결과는 Froissart-Gribov 공식으로 불렸다.
1961년에 Geoffrey Chew와 Steven Frautschi 는 중간자가 직선형 레제 궤적을 갖는다는 것을 인식했다 (그들의 계획에서는 소위 Chew-Frautschi 플롯 에서 질량 제곱에 대해 스핀이 표시된다). 매우 이상한 동작을 한다 — 큰 각도에서 기하급수적으로 빠르게 떨어져야 한다. 이러한 실현을 통해 이론가들은 레제 이론에서 요구하는 점근적 형태의 산란 진폭을 갖는 레제 궤적에 합성 입자 이론을 구축하기를 희망했다.
1967년 부트스트랩 에서 주목할만한 진전은 1967년 캘리포니아 공과대학교에서 Richard Dolen, David Horn 및 Christoph Schmid 가 도입한 DHS 이중성 원칙이었다(원래 용어는 "평균 이중성" 또는 "유한 에너지 합계 규칙(FESR) 이중성"이었다). 세 명의 연구원은 레제 극 교환(고에너지에서)과 공명(저에너지에서) 설명이 하나의 동일한 물리적으로 관찰 가능한 프로세스에 대한 여러 표현/근사를 제공한다는 점에 주목했다.

## 1968~1974: 이중 공명 모델
강입자가 본질적으로 레게 궤적을 따르는 첫 번째 모델은 1968년 가브리엘레 베네치아노가 구축한 이중 공명 모델 이었다. 오일러 베타 함수를 사용하여 그러한 입자에 대한 4입자 산란 진폭 데이터를 설명할 수 있다고 언급했다. 베네치아노 산란 진폭 (또는 베네치아노 모델)은 Ziro Koba 와 Holger Bech Nielsen에 의해 N 입자 진폭으로 빠르게 일반화되었으며(그들의 접근 방식은 Koba-Nielsen 형식이라고 불림) Miguel Virasoro 및 Joel A. Shapiro (그들의 접근 방식은 Shapiro-Virasoro 모델이라고 불림).
1969년에 천-페이턴 규칙 ( Jack E. Paton 과 Hong-Mo Chan 이 제안) 통해 베네치아노 모델에 아이소스핀 인자를 추가할 수 있었다.ㅍ
1969~70년에 남부 요이치로 Holger Bech Nielsen, 및 레너드 서스킨드 핵력을 진동하는 1차원 끈으로 표현하여 베네치아노 진폭에 대한 물리적 해석을 제시했다. 그러나 강한 힘에 대한 이 끈 기반 설명은 실험 결과와 직접적으로 모순되는 많은 예측을 만들었다.
1971년에 피에르 라몽와 독립적으로 존 헨리 슈워츠 및 André Neveu 페르미온을 이중 모델에 구현하려고 시도했다. 이는 "회전하는 끈"이라는 개념으로 이어졌고 문제가 있는 타키온을 제거하는 방법을 제시했다( RNS 형식주의 참조).
강한 상호작용에 대한 이중 공명 모델은 1968년에서 1973년 사이에 상대적으로 인기 있는 연구 주제였다 과학계는 양자색역학이 이론 연구의 주요 초점이 된 1973년에 강한 상호 작용의 이론인 끈 이론에 대한 관심을 잃었다 (주로 점근적 자유의 이론적 매력으로 인해).

## 1974~1984: 보존 끈 이론과 초끈 이론
1974년에 John H. 슈워츠와 조엘 셰르크 그리고 독립적으로 Tamiaki Yoneya는 보존 과 유사한 끈 진동 패턴을 연구하고 그 특성이 중력의 가상 매개 입자 인 중력의 특성과 정확히 일치한다는 사실을 발견했다. 슈워츠와 셰르크는 끈 이론이 물리학자들이 그 범위를 과소평가했기 때문에 따라잡지 못했다고 주장했다. 이는 보존 끈 이론의 발전으로 이어졌다.
끈 이론은 끈이 공간과 시간을 통해 어떻게 이동하는지 설명하는 폴리아코프 작용의 관점에서 공식화된다. 용수철과 마찬가지로 끈은 위치 에너지를 최소화하기 위해 수축하는 경향이 있지만 에너지 보존으로 인해 끈이 사라지는 것을 방지하고 대신 진동한다. 양자역학의 아이디어를 끈에 적용함으로써 끈의 다양한 진동 모드를 추론하는 것이 가능하며 각 진동 상태는 서로 다른 입자로 나타난다. 각 입자의 질량과 그것이 상호작용할 수 있는 방식은 끈이 진동하는 방식, 즉 본질적으로 끈의 "소리"에 따라 결정된다. 각기 다른 종류의 입자에 해당하는 음표의 규모를 이론의 " 스펙트럼 "이라고 한다.
초기 모델에는 두 개의 서로 다른 끝점이 있는 열린 끈과 끝점이 결합되어 폐곡선을 만드는 닫힌 끈이 모두 포함되었다. 두 가지 유형의 끈은 약간 다른 방식으로 동작하여 두 가지 스펙트럼을 생성한다. 모든 현대 끈 이론이 두 유형을 모두 사용하는 것은 아니다. 일부는 닫힌 variety만 사용한다.
최초의 끈 모델에는 몇 가지 문제가 있다. 임계 차원 D = 26을 갖고 있는데, 이는 원래 1971년 Claud Lovelace 가 발견한 특징이다.이 이론은 타키온이 존재한다는 근본적인 불안정성을 가지고 있다. ( 타키온 응축 참조) 또한 입자의 스펙트럼에는 특정 행동 규칙을 따르는 광자와 같은 입자인 보손만 포함된다. 보손은 우주의 중요한 구성 요소이지만 우주의 유일한 구성 요소는 아니다. 끈 이론의 스펙트럼에 페르미온이  포함될 수 있는지 조사한 결과 1971년 서양에서는 보존과 페르미온 사이의 수학적 변환인 초대칭이 발명되었다. 페르미온 진동을 포함하는 끈 이론은 이제 초끈 이론으로 알려져 있다.
1977년에 GSO 사영 ( Ferdinando Gliozzi, Joël 셰르크 및 David I. Olive 의 이름을 따서 명명됨)은 타키온이 없는 단일 자유 끈 이론, 최초의 일관된 초끈 이론( 아래 참조)을 탄생시켰다.

## 1984~1994: 최초의 초끈 혁명
첫 번째 초끈 혁명은 1984년에 시작된 중요한 발견의 시기이다 끈 이론은 모든 기본 입자와 입자 간의 상호 작용을 설명할 수 있음을 깨달았다. 수백 명의 물리학자들이 물리 이론을 통합하는 가장 유망한 아이디어로 끈 이론에 대한 연구를 시작했다. 혁명은 1984년 그린-슈워츠 메커니즘 ( 마이클 그린과 John H. 슈워츠의 이름을 따서 명명)을 통해 1종 끈이론의 변칙 상쇄 발견으로 시작되었다 잡종 끈의 획기적인 발견은 1985년 데이비드 그로스, Jeffrey Harvey, Emil Martinec 및 Ryan Rohm 에 의해 이루어졌다 또한 1985년에 Philip Candelas, Gary Horowitz, 앤드루 스트로민저 및 에드워드 위튼에 의해 실현되었다. {\displaystyle N=1} 초대칭, 6개의 작은 추가 차원(초끈 이론의 D = 10 임계 차원은 원래 1972년 John H. 슈워츠에 의해 발견되었다) 은 칼라비-야우 다양체 에서 축소화 되어야 한다. (끈 이론에서 압축은 1920년대에 처음 제안된 칼루자-클라인 이론을 일반화한 것이다. )
1985년에는 유형 I, 유형 II(IIA 및 IIB), 및 이종 이론 (SO(32) and E8×E8) 다섯 가지 별도의 초끈 이론이 설명되었다.
Discover 잡지의 1986년 11월호(7권, 11호)에는 Gary Taubes가 쓴 "모든 것이 이제 끈에 묶여 있다"라는 표지 스토리가 실렸는데, 이는 대중을 위해 끈 이론을 설명했다.
1987년 Eric Bergshoeff, Ergin Sezgin와 Paul Townsend는 11차원( 초중력 이론에서 단일 중력자와 일치하는 가장 큰 차원 수)에는 초끈이 없지만 초막은 없음을 보여주었다.

## 1994~2003: 두 번째 초끈 혁명
1990년대 초, 에드워드 위튼과 다른 사람들은 서로 다른 초끈 이론이 M-이론으로 알려진 11 차원 이론의 서로 다른 한계라는 강력한 증거를 발견했다(자세한 내용은 M-이론 소개 참조). 이러한 발견은 대략 1994년에서 1995년 사이에 발생한 두 번째 초끈 혁명을 촉발시켰다
초끈 이론의 다양한 버전은 오랫동안 바라던 대로 새로운 등가성에 의해 통합되었다. 이는 S-이중성, T-이중성, U-이중성, 거울 대칭 및 코니폴드 변환으로 알려져 있다. 끈에 관한 다양한 이론도 M 이론과 관련이 있다.
1995년에 조지프 폴친스키는 이론에 D-막이라고 불리는 더 높은 차원의 물체가 포함되어야 한다는 사실을 발견했다. 이것들은 끈 이중성에 필요한 전기 및 자기 라몽-라몽 장의 원천이다. D-막들은 이론에 풍부한 수학적 구조를 추가했으며 이론에서 현실적인 우주론 모델을 구성할 수 있는 가능성을 열었다(자세한 내용은 막 우주론 참조).
1997~98년에 후안 말다세나는 IIB 끈 이론과 N = 4 초대칭 양-밀스 이론, 즉 게이지 이론 사이의 관계를 추측했다. AdS/CFT 대응이라고 불리는 이 추측은 고에너지 물리학에서 많은 관심을 불러일으켰다. 이는 광범위한 의미를 갖는 홀로그램 원리의 실현이다. AdS/CFT 대응성은 스티븐 호킹의 연구 에서 제안한 블랙홀의 신비를 밝히는 데 도움이 되었으며 블랙홀의 정보 역설을 해결하는 방법을 제공하는 것으로 믿어진다.

## 2003년~현재
2003년, 마이클 R. 더글러스의 끈 이론 풍경 발견 은 끈 이론이 많은 수의 동일하지 않은 거짓 진공을 가지고 있음을 시사하며 끈 이론이 결국 무엇을 예측할 것으로 예상되는지 그리고 우주론이 이론에 어떻게 통합될 수 있는지에 대한 많은 논의를 불러일으켰다.
끈 이론 진공 안정화의 가능한 메커니즘(KKLT 메커니즘)은 2003년 샤미트 카치루, 레타나 칼로쉬, 안드레이 린데 및 Sandip Trivedi에 의해 제안되었다.

## 같이 보기
- 양자장 이론의 역사
- 루프 양자 중력의 역사

## 참고 문헌
- Rickles, Dean (2014). 《A Brief History of String Theory: From Dual Models to M-Theory》. Springer. ISBN 978-3-642-45128-7.

## 더 읽어보기
- Paul Frampton (1974). 《Dual Resonance Models》. Frontiers in Physics, W. A. Benjamin. ISBN 978-0-8053-2581-2.
- Joel A. Shapiro (2007). “Reminiscence on the Birth of String Theory”. arXiv:0711.3448 [hep-th].
- John H. Schwarz (2012). “The Early History of String Theory and Supersymmetry”. arXiv:1201.0981 [physics.hist-ph].
- Andrea Cappelli; Elena Castellani; Filippo Colomo; Paolo Di Vecchia (2012). 《The Birth of String Theory》. Cambridge University Press. ISBN 978-0-521-19790-8.